# 罗浮紫珠
罗浮紫珠（学名：Callicarpa oligantha）是马鞭草科紫珠属的植物，为中国的特有植物。分布在中国大陆的广东等地，生长于海拔900米的地区，常生长在小溪边林中，目前尚未由人工引种栽培。